# Kingsport 250 1969
Kingsport 250 1969 var ett stockcarlopp ingående i Nascar Grand National Series (nuvarande Nascar Cup Series) som kördes 19 juni 1969 på den 0,4 mile (2,111 km) långa ovalbanan Kingsport Speedway, i Kingsport i Tennessee. Totalt avverkades 100 miles (160,934 km) fördelat på 250 varv. Banunderlaget var asfalt.  Loppet vanns av Richard Petty i en Ford på tiden 1:21.30 körande för Petty Enterprises. Pettys snitthastighet uppgick till 73,619 mph. Han var vid målgång ensam förare på ledarvarvet, ett varv före tvåan John Sears. Det var Pettys 95:e vinst av totalt 200 i karriären. Prispotten uppgick till 7 175 dollar, varav 1 000 dollar gick till segraren.

## Resultat
| Plc     | Nr | Förare           | Team/ bilägare           | Konstruktör | Start | Varv | Ledda varv |
| ------- | -- | ---------------- | ------------------------ | ----------- | ----- | ---- | ---------- |
| 1       | 43 | Richard Petty    | Petty Enterprises        | Ford        | 3     | 250  | 41         |
| 2       | 4  | John Sears       | DeWitt Racing            | Ford        | 11    | 249  | 22         |
| 3       | 17 | David Pearson    | Holman Moody             | Ford        | 4     | 248  | 0          |
| 4       | 06 | Neil Castles     | Neil Castles             | Plymouth    | 23    | 247  | 0          |
| 5       | 49 | G.C. Spencer     | GC Spencer Racing        | Plymouth    | 6     | 246  | 0          |
| 6       | 64 | Elmo Langley     | Langley-Woodfield Racing | Ford        | 10    | 241  | 0          |
| 7       | 48 | James Hylton     | Hylton Engineering       | Dodge       | 5     | 239  | 0          |
| 8       | 25 | Jabe Thomas      | Robertson Racing         | Ford        | 7     | 231  | 0          |
| 9       | 76 | Ben Arnold       | Don Culpeppe             | Ford        | 8     | 228  | 0          |
| 10      | 34 | Wendell Scott    | Scott Racing             | Ford        | 16    | 227  | 0          |
| 11      | 71 | Bobby Isaac      | K&K Insurance Racing     | Dodge       | 1     | 212  | 187        |
| 12      | 26 | Earl Brooks      | Brooks Racing            | Ford        | 12    | 200  | 0          |
| 13      | 04 | Ken Meisenhelder | Ken Meisenhelder         | Oldsmobile  | 22    | 179  | 0          |
| 14      | 30 | Dave Marcis      | Milt Lunda               | Dodge       | 2     | 158  | 0          |
| 15      | 70 | J.D. McDuffie    | McDuffie Racing          | Buick       | 20    | 155  | 0          |
| 16      | 23 | Paul Dean Holt   | Dennis Holt              | Ford        | 17    | 137  | 0          |
| 17      | 47 | Cecil Gordon     | Seifert Racing           | Ford        | 19    | 87   | 0          |
| 18      | 08 | E.J. Trivette    | E.C. Reid                | Chevrolet   | 9     | 65   | 0          |
| 19      | 10 | Bill Champion    | Champion Racing          | Ford        | 15    | 65   | 0          |
| 20      | 45 | Bill Seifert     | Seifert Racing           | Ford        | 14    | 39   | 0          |
| 21      | 80 | Wayne Gillette   | E.C. Reid                | Chevrolet   | 21    | 32   | 0          |
| 22      | 07 | Coo Coo Marlin   | Cunningham-Kelley        | Chevrolet   | 18    | 9    | 0          |
| 23      | 38 | Buddy Young      | Fred Bear                | Chevrolet   | 13    | 6    | 0          |
| Källor: |    |                  |                          |             |       |      |            |